# Тюшковская
Тюшковская — деревня в Харовском районе Вологодской области.
Входит в состав Харовского сельского поселения, с точки зрения административно-территориального деления — в Харовский сельсовет.
Расстояние до районного центра Харовска по автодороге — 5 км. Ближайшие населённые пункты — Мятнево, Бильгачево, Тимониха, Ситинский, Хомок.
По переписи 2002 года население — 32 человека (16 мужчин, 16 женщин). Преобладающая национальность — русские (94 %).